# Tlatolqaca
Tlatolqaca je bio aztečki princ, sin prvog astečkog cara Acamapichtlija i carice Huitzilxotzin, unuk princeze Atotoztli I., polubrat careva Huitzilihuitla i Itzcoatla te polustric Chimalpopoce i Montezume I.
Oženio je princezu Matlalxochtzin te su imali tri sina:
- Cahualtzin
- Tetlepanquetzatzin
- Tecatlapohuatzin.